# 원자력기구

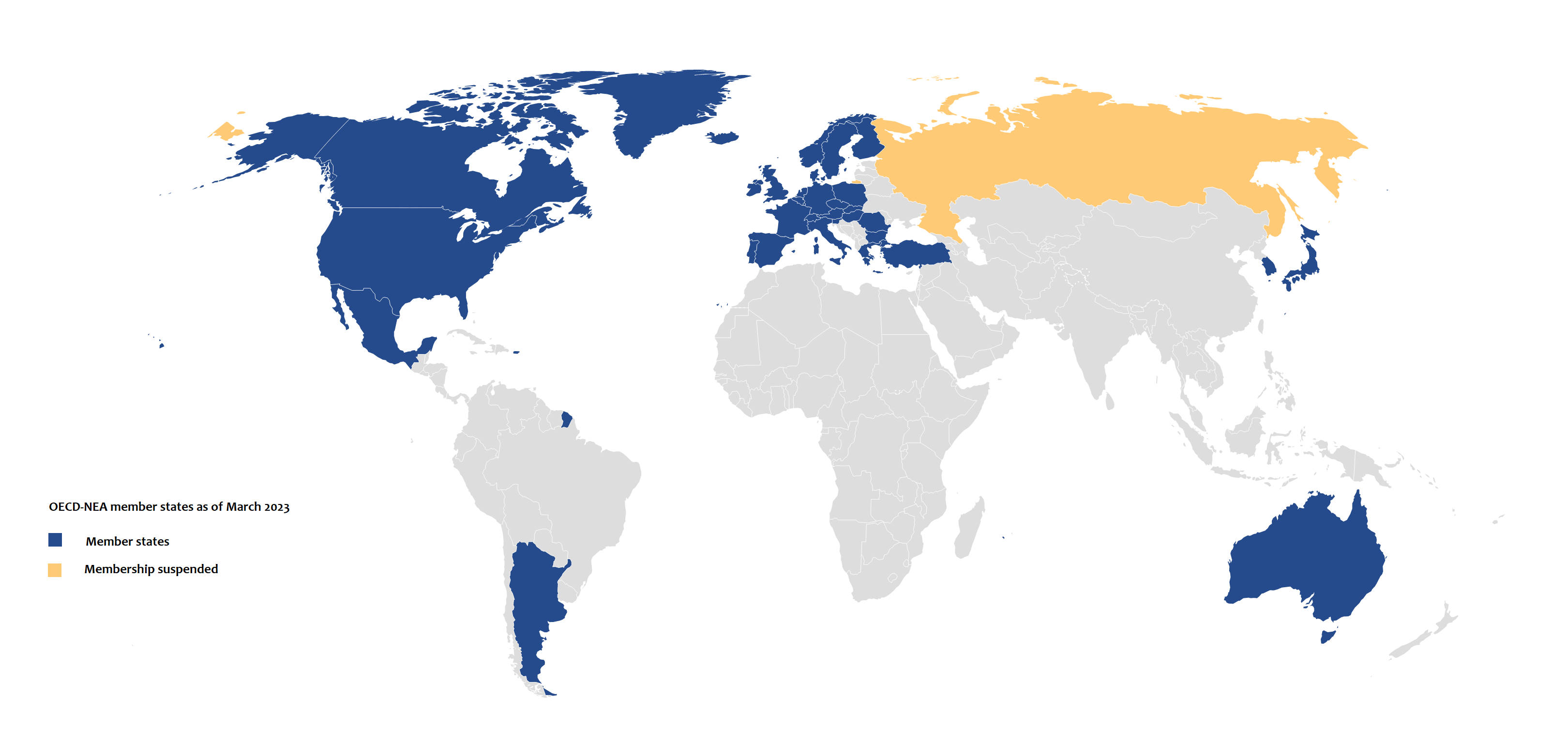
회원국

원자력기구(Nuclear Energy Agency, NEA)는 경제협력개발기구(OECD) 산하 정부간 기구다. 원래는 1958년 2월 1일 유럽원자력기구(European Nuclear Energy Agency, ENEA)라는 이름으로 결성되었으며 미국이 준회원으로 참여했으며 일본이 가입한 후 1972년 4월 20일 현재 이름으로 이름이 변경되었다.
NEA의 임무는 "평화적 목적을 위한 원자력 에너지의 안전하고 환경 친화적이며 경제적인 사용에 필요한 과학, 기술 및 법적 기반을 국제 협력을 통해 유지하고 발전시키는 데 있어 회원국을 지원하는 것"이다.

## 회원국
- 아르헨티나
- 오스트레일리아
- 오스트리아
- 벨기에
- 불가리아
- 캐나다
- 체코
- 덴마크
- 핀란드
- 프랑스
- 독일
- 그리스
- 헝가리
- 아이슬란드
- 아일랜드
- 이탈리아
- 일본
- 룩셈부르크
- 멕시코
- 네덜란드
- 노르웨이
- 폴란드
- 포르투갈
- 루마니아
- 러시아 (중지)
- 슬로바키아
- 슬로베니아
- 대한민국
- 스페인
- 스웨덴
- 스위스
- 튀르키예
- 영국
- 미국

## 같이 보기
- 국제 에너지 기구
- 국제 원자력 기구
- 유럽 입자 물리 연구소